# Festival interceltique de Lorient 2003

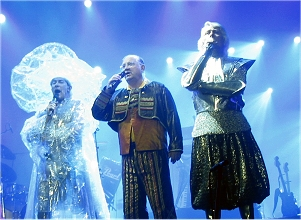
Tri Yann en concert au festival.

La 33e édition du Festival interceltique de Lorient se déroule du 1er au 10 août 2003. Les Asturies sont la nation invitée.
Le festival accueille notamment Sinéad O'Connor, Dan Ar Braz, Denez Prigent, Alan Stivell, Tri Yann, Carlos Núñez, Sharon Shannon, Karen Matheson, Liam O'Flynn, José Ángel Hevia, Renésens, André le Meut et les corses d'I Muvrini.

## Concours
Le Championnat national des bagadoù est remporté par le bagad Roñsed-Mor de Locoal-Mendon.
Le Trophée Macallan pour soliste de great Highland bagpipe est remporté par Fred Morrison, qui gagne également le Concours International de Pibroc’h.
Le Trophée Macallan pour soliste de gaïta est remporté par le Galicien Daniel Bellón.
Le Trophée Matilin an Dall pour couple de sonneurs est remporté par Gildas Moal et René Chaplain.
Stuart Cassels (Red Hot Chilli Pipers) remporte le prix Kitchen Music.

## Fonctionnement
Un peu plus de 500 000 festivaliers sont comptabilisés lors de cette édition, pour environ 110 000 entrées payantes. La fréquentation connait alors une baisse importante, causée un mouvement national des intermittents du spectacle qui poussent à l'annulation de nombreuses manifestations lors de l'été 2003, mais aussi par les effets de la canicule qui touche l'Europe cette année-là.
Le budget est de près de 4 millions d'euros, mais plusieurs collectivités publiques ont revu à la baisse ou suspendu leurs dotations.
L'édition connait un important déficit de plus de 400 000 euros, et un important plan d'économies touche les éditions suivantes. Un emprunt sur 3 à 5 ans permet de compenser ces pertes.

## Sources